# Bolívia nos Jogos Olímpicos de Verão de 2020
Bolívia tem sua participação esperada nos Jogos Olímpicos de Verão de 2020, que inicialmente seriam realizados em Tóquio entre 24 de julho e 9 de agosto de 2020, mas foram adiados para entre 23 de julho e 8 de agosto de 2021, por conta da Pandemia de COVID-19. Será a décima quinta participação do país nas Olimpíadas de Verão, a décima consecutiva.

## Competidores
| Esporte   | Masculino | Feminino | Total |
| --------- | --------- | -------- | ----- |
| Atletismo | 1         | 1        | 2     |
| Natação   | 1         | 1        | 2     |
| Tênis     | 1         | 0        | 1     |
| Total     | 3         | 2        | 5     |

## Atletismo
A Bolívia recebeu vagas universais da IAAF para enviar um atleta às Olimpíadas.
Key
- Notas – As classificações dadas para eventos de pista estão dentro da bateria do atleta apenas
- Q = Qualificado para a próxima fase
- q = Qualificado para a próxima rodada como o perdedor mais rápido ou, em eventos de campo, por posição sem atingir a meta de qualificação
- NR = Recorde nacional
- — = Fase não contida nesse evento
- Bye = Atleta não competiu nessa fase

| Atleta        | Evento                         | Bateria   | Bateria | Quartas de final | Quartas de final | Semifinal | Semifinal | Final     | Final   |
| Atleta        | Evento                         | Resultado | Posição | Resultado        | Posição          | Resultado | Posição   | Resultado | Posição |
| ------------- | ------------------------------ | --------- | ------- | ---------------- | ---------------- | --------- | --------- | --------- | ------- |
| Bruno Rojas   | 100 metros masculino           |           |         |                  |                  |           |           |           |         |
| Angela Castro | 20 km marcha atlética feminina | —         | —       | —                | —                | —         | —         |           |         |

## Natação
A Bolívia recebeu um convite universal da FINA para enviar dois nadadores de primeira linha (um por gênero) em seus respectivos eventos individuais para as Olimpíadas, com base no Sistema de Pontos FINA de 28 de junho de 2021.
| Atleta           | Evento                      | Bateria | Bateria | Quartas de final | Quartas de final | Semifinal | Semifinal | Final | Final   |
| Atleta           | Evento                      | Tempo   | Posição | Tempo            | Posição          | Tempo     | Posição   | Tempo | Posição |
| ---------------- | --------------------------- | ------- | ------- | ---------------- | ---------------- | --------- | --------- | ----- | ------- |
| Gabriel Castillo | 100 metros costas masculino |         |         |                  |                  |           |           |       |         |
| Karen Torrez     | 100 metros livres feminino  |         |         |                  |                  |           |           |       |         |

## Tênis
A Bolívia inscreveu um tenista para o torneio olímpico pela primeira vez desde Sydney 2000. Dellien, primeiro boliviano no ranking de simples da ATP, aceitou uma vaga como próximo atleta disponível para qualificação fora do grupo original de qualificados. 
| Atleta       | Evento            | Primeira rodada      | Segunda rodada       | Oitavas-de-final     | Quartas-de-final     | Semifinais           | Final / BM           | Final / BM |
| Atleta       | Evento            | Adversário Resultado | Adversário Resultado | Adversário Resultado | Adversário Resultado | Adversário Resultado | Adversário Resultado | Posição    |
| ------------ | ----------------- | -------------------- | -------------------- | -------------------- | -------------------- | -------------------- | -------------------- | ---------- |
| Hugo Dellien | Simples masculino |                      |                      |                      |                      |                      |                      |            |